# Disminución del hielo marino ártico

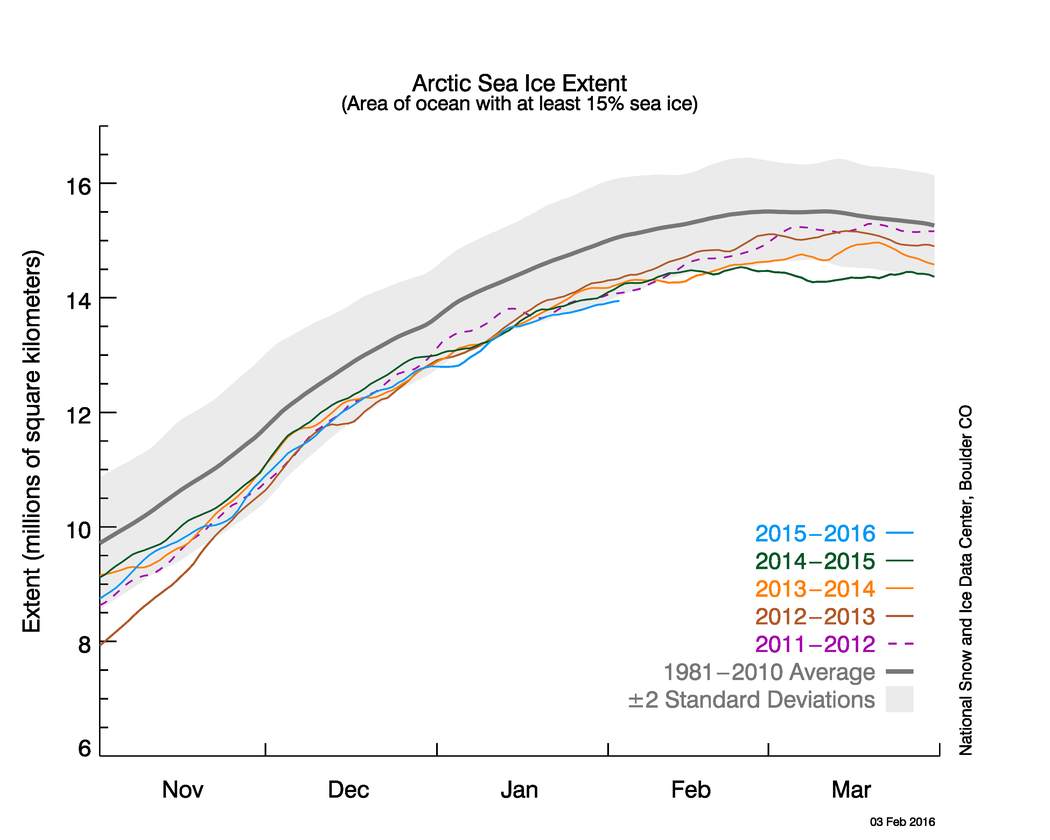
Extensión de hielo del océano Ártico medida el 3 de febrero de 2016, comparándola con años anteriores. De 2015 a 2016 en azul, de 2014 a 2015 en verde, de 2013 a 2014 en naranja, de 2012 a 2011 en marrón, y de 2011 a 2012 en púrpura. La media ente 1981 y 2010 se muestra en gris oscuro. La extensión del hielo del océano Ártico en enero fue la más baja en el registro satelital. Crédito: NSIDC.

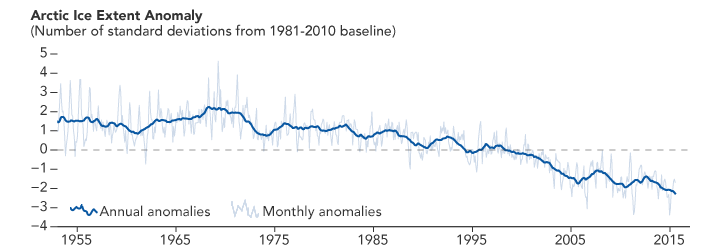
Anomalía de la extensión de hielo del océano Ártico.

La disminución del hielo marino ártico es la pérdida de hielo marino observada en décadas recientes en el océano Ártico. El Cuarto Reporte de Evaluación del Grupo Intergubernamental de Expertos sobre el Cambio Climático (IPCC) declara que los gases de efecto invernadero son en gran parte, pero no completamente, responsables de la disminución de la extensión del hielo del océano Ártico. Un estudio de 2011 sugirió que la variabilidad interna mejoró la disminución del hielo marino producida por los gases de efecto invernadero en las últimas décadas. Un estudio de 2007 encontró que la disminución ha sido "más rápida de lo que fue predicha" por los modelos de simulación. El Quinto Informe de Evaluación del IPCC concluyó, con alta confiabilidad, que el hielo marino continúa disminuyendo en extensión, y que  hay evidencia robusta para la tendencia a la baja en la extensión del hielo marino en el verano ártico desde 1979. Se ha establecido que la región está en su período más cálido por al menos 40,000 años y la temporada de deshielo en todo el Ártico se ha prolongado a razón de 5 días por década (desde 1979 hasta 2013), dominado por una congelación de otoño más tardía.  Los cambios del hielo marino han sido identificados como un mecanismo de amplificación polar.
La extensión más baja de hielo marino se registró en 2012. En 2019 se contrajo a casi el mismo tamaño y el 13 de septiembre de 2020 el hielo marino del Ártico se contrajo en su segunda extensión más baja jamás registrada: 3,709 millones de kilómetros cuadrados.

## Definiciones
El océano Ártico es la masa  de agua posicionada aproximadamente encima de la latitud 65° N. El hielo marino ártico se refiere al área del océano Ártico cubierta de hielo. El mínimo de hielo marino ártico es el día  en un año dado cuando el hielo del océano Ártico alcanza su extensión más pequeña. Esta ocurre al final de la temporada de deshielo de verano, normalmente durante septiembre. El máximo de hielo marino ártico es el día de un año cuando el hielo marino ártico alcanza su extensión más grande, cerca del fin de la estación fría ártica, normalmente durante marzo.

## Implicaciones

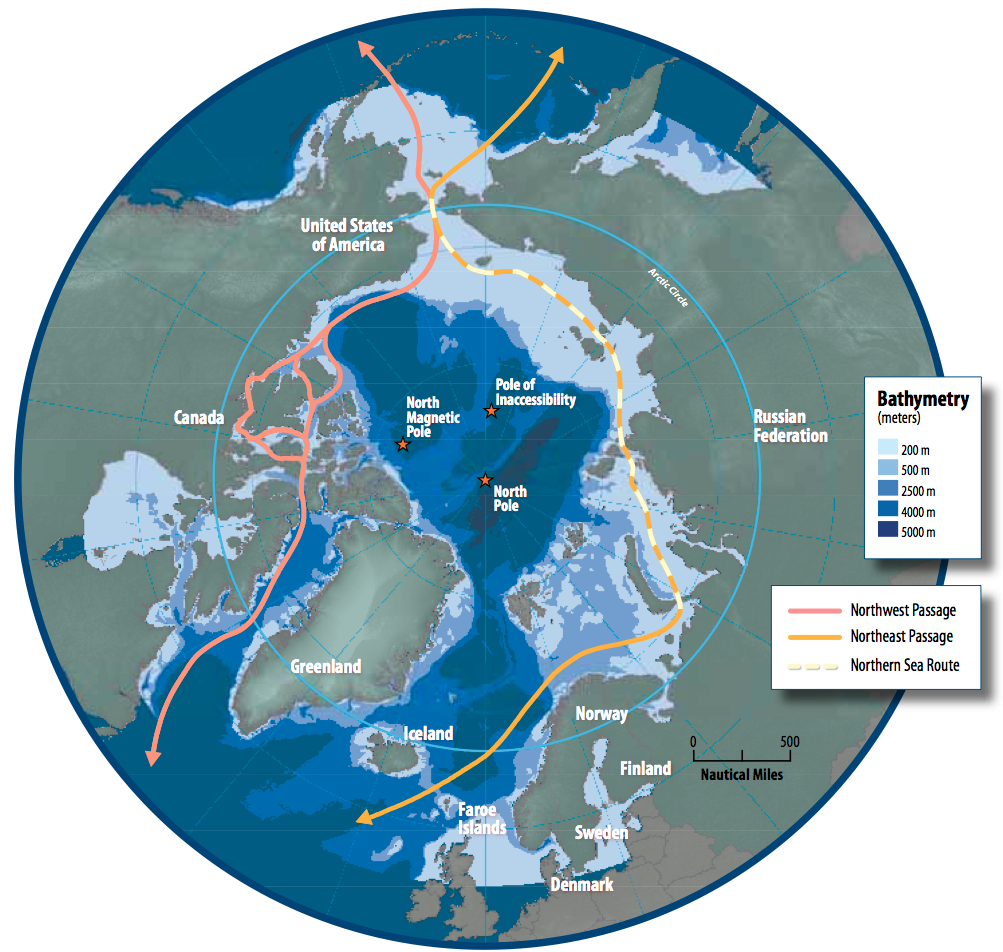
Mapa que ilustra varias rutas de navío árticas

### Calentamiento ártico amplificado
El mar abierto y oscuro que queda cuando el hielo marino se derrite absorbe mucho más calor que el agua cubierta con hielo, esto conlleva implicaciones físicas que incluyen la realimentación hielo-albedo o temperaturas de la superficie marina más cálidas, lo cual incrementa el contenido de calor oceánico. Como Peter Wadhams, un investigador polar, escribe "una vez que el hielo del verano cede a aguas abiertas, el albedo ... cae de 0.6 a 0.1, esto posteriormente acelerará el calentamiento del Ártico y del planeta entero." Este calentamiento ha aumentado hasta tal punto que los polos se están calentando aproximadamente dos veces más rápido que el promedio global, según Jennifer Francis, científica del clima de Rutgers University. Las implicaciones económicas de veranos libres de hielo y la disminución de volúmenes de hielo ártico incluyen un número mayor de viajes a través de los carriles marítimos del océano Ártico durante el año. Este número ha crecido de 0, en 1979 a 400–500 a lo largo del Estrecho de Bering y >40 a lo largo de la ruta marítima del norte, en 2013.
El Centro Nacional de Datos sobre Hielo y Nieve de EE. UU. anunció que el 15 de septiembre de 2020, la extensión del hielo marino era de 3,74 millones de kilómetros cuadrados (1,44 millones de millas cuadradas). El Instituto Instituto Alfred Wegener confirmó esta lectura, con cifras de la Universidad de Bremen que dicen que fue de 3,8 millones de kilómetros cuadrados. Otras agencias espaciales y proveedores de datos, por ejemplo, EUMETSAT Ocean and Sea Ice Satellite Application Facility (OSI SAF) y la Agencia de Exploración Aeroespacial de Japón (JAXA) coinciden en que este año se alcanzó la segunda extensión más baja de hielo marino, solo después del mínimo histórico observado en 2012.

### Disrupción de vórtice polar

Diagrama de la corriente en chorro del Ártico.

El vórtice polar es un torbellino de aire especialmente frío y denso formándose cerca de los polos; este es contenido por la corriente en chorro, un cinturón de vientos que fluyen rápido y sirven como frontera entre el aire polar frío y el aire más cálido de otros hemisferios. Ya que la potencia del vórtice polar y de la corriente en chorro se deriva, en parte, del contraste de temperatura entre el aire polar frío y el aire tropical más cálido, está en riesgo de  disminuir severamente a medida que este contraste es erosionado por los efectos del deshielo marino. Según el Journal of the Atmospheric Sciences: ha habido un cambio significativo en el estado promedio del vórtice a lo largo del siglo XXI, resultando en un vórtice más débil, y con más perturbaciones A medida que el vórtice se vuelve más débil, es más probable dejar escapar aire ártico frío de los confines de la corriente en chorro y que se extienda a otros hemisferios. Esta disrupción ya ha empezado a afectar las temperaturas globales. En un estudio de 2017 conducido por el climatólogo Dr. Judah Cohen y varios de sus asociados de investigación, Cohen escribió que "[el] cambio en estados de vórtices polares puede dar cuenta de la mayoría de las tendencias de enfriamiento de los inviernos recientes en las latitudes medias Eurasiáticas".

### Química atmosférica
El derretimiento del hielo marino libera cloro molecular, el cual reacciona con la luz solar para producir átomos de cloro. Ya que los átomos de cloro son altamente reactivos, pueden acelerar la degradación del metano y el ozono troposférico, así como la oxidación de mercurio a formas más tóxicas. Las grietas en el hielo marino están causando la admisión de ozono y mercurio en el entorno circundante.
Un estudio de 2015 concluyó que la disminución del hielo marino ártico acelera las emisiones de metano de la tundra ártica. Uno de los investigadores del estudio observó que "la expectativa es que con la disminución de hielo marino adicional, las temperaturas en el Ártico continuarán aumentando, así como las  emisiones de metano de los humedales del norte."

### Régimen atmosférico
Se ha propuesto una relación entre el hielo marino Barents-Kara reducido y los extremos fríos de invierno sobre los continentes del norte. La simulación de modelos sugiere que el hielo marino ártico disminuido puede haber sido un factor desencadenante que contribuyó a los veranos húmedos recientes en el norte de Europa, debido a una corriente de chorro debilitada, que continúa más al sur. El clima de verano extremo en latitudes medias del norte ha sido vinculada a una criósfera desvaneciente. La evidencia sugiere que la pérdida continua de hielo marino ártico y de la cubierta de nieve puede influir el clima en latitudes más bajas. Se han identificado correlaciones entre los cambios en la criósfera de alta-latitud, los patrones de vientos hemisféricos y los eventos climáticos extremos en las latitudes medias del Hemisferio Norte. Un estudio de 2004, vinculó la desaparición del hielo marino con una reducción del agua disponible en el oeste americano.
Basándose en los efectos de la amplificación ártica (calentamiento) y la pérdida de hielo, un estudio en 2015 concluyó que los patrones de corriente en chorro altamente amplificados han estado ocurriendo más frecuentemente en las dos décadas pasadas, y que dichos patrones no pueden ser ligados a ciertas estaciones climáticas. Adicionalmente, se encontró que estos patrones en corriente en chorro a menudo llevan a patrones climáticos persistentes que resultan en eventos climáticos extremo. Por consiguiente, las emisiones continuas que atrapan el calor favorecen un incremento en la formación de eventos extremos causados por condiciones climáticas prolongadas.
En 2018, el científico del clima Michael E. Mann explicó que la hoja de hielo antártica del oeste puede perder dos veces más hielo de lo que se pensaba al finalizar el siglo, lo cual también duplica el aumento proyectado en el nivel del mar de tres pies a más de seis pies.

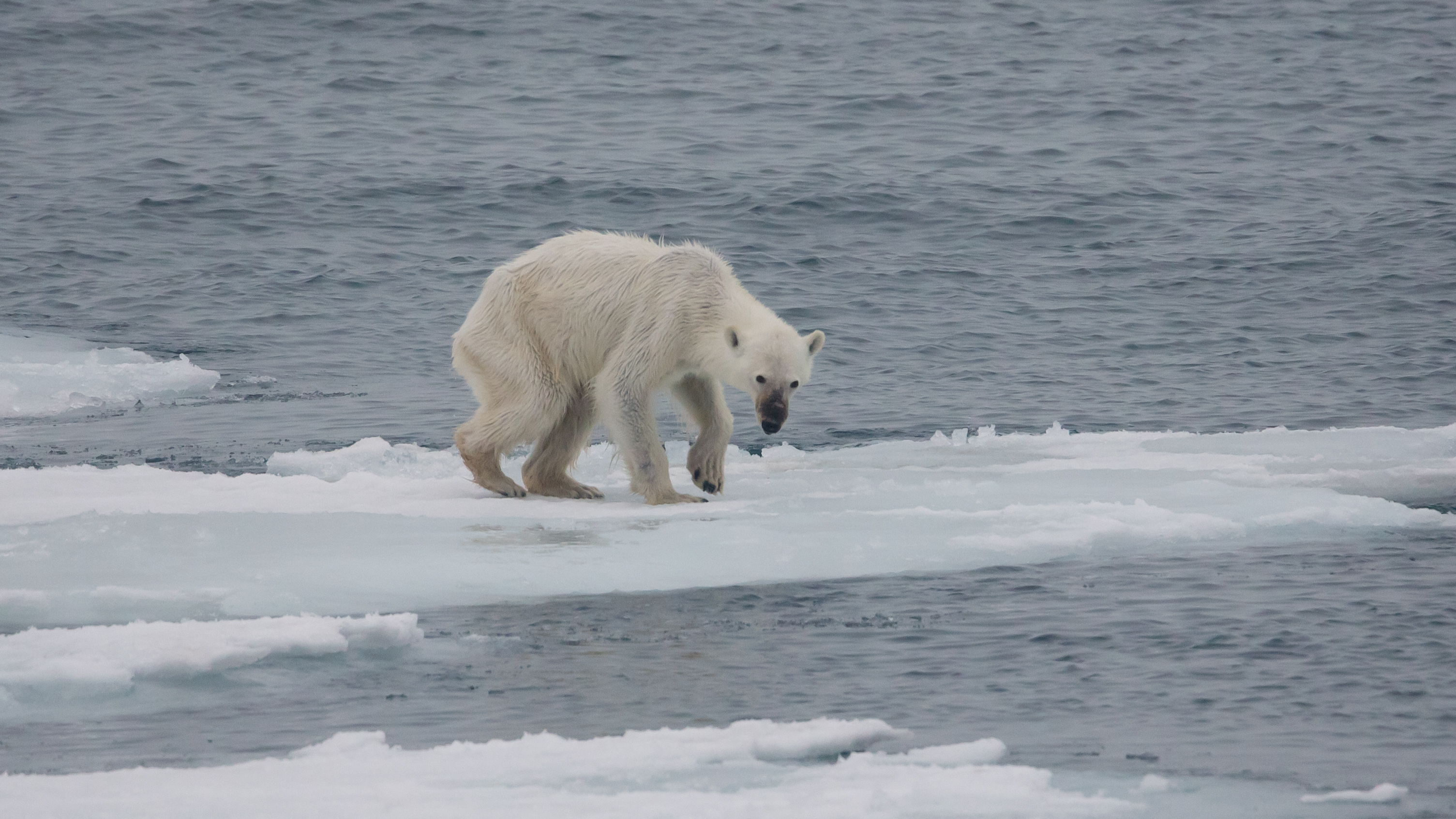
Oso polar famélico en el Ártico en 2015.

### Vida animal y plantas
La disminución del hielo marino ha sido vinculada a la disminución del bosque boreal en América del Norte y se asume que culminará con una intensificación del régimen de incendios forestales en esta región. La producción primaria neta anual del Mar de Bering Oriental mejoró alrededor del 40–50% a través del florecimiento de fitoplancton durante los años cálidos del retiro temprano de hielo marino.

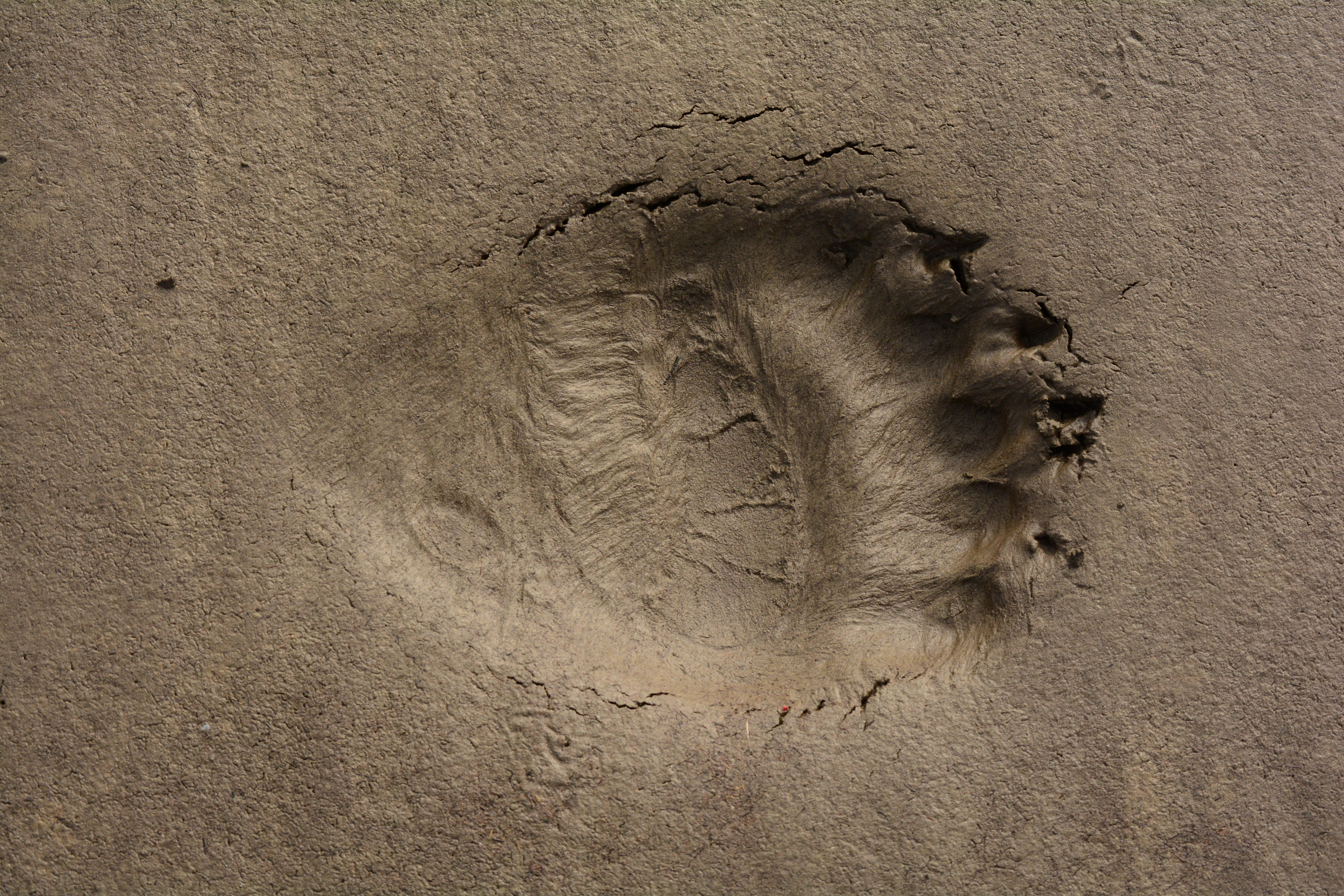
Poulard, Jacques (15 de octubre de 2021). «Osos polares desaparecerían a finales de siglo por disminución de hielo marino». El Espectador (Colombia). Consultado el 14 de noviembre de 2021

Los osos polares están cambiando a fuentes alimentarias alternativas porque el hielo marino ártico se derrite más temprano y se congela más tarde cada año. Por tanto, tienen menos tiempo para cazar crías de foca, su presa históricamente preferida, y deben pasar más tiempo en tierra para cazar otros animales. Como resultado, su dieta es menos nutritiva, lo que lleva a una talla corporal y reproducción reducida, en consecuencia todo esto indica la disminución de la población de osos polares.
Un estudio en 2021 comprobó que para finales de este siglo el hielo marino del Ártico, que ha disminuido de manera constante, podría desaparecer durante el verano. Un evento que podría generar que las especies dependientes del hielo se extingan. Los resultados fueron publicados en la revista Earth’s Future.
Los osos polares, los pingüinos, los lobos o focas marinas y las otras especies de animales que dependen del hielo podrían estar en riesgo de extinción para finales del siglo si la disminución del hielo marino del Ártico continua. La capa de hielo ha presentado una disminución constante desde que comenzaron los registros de satélites, en 1979.

### Navegación

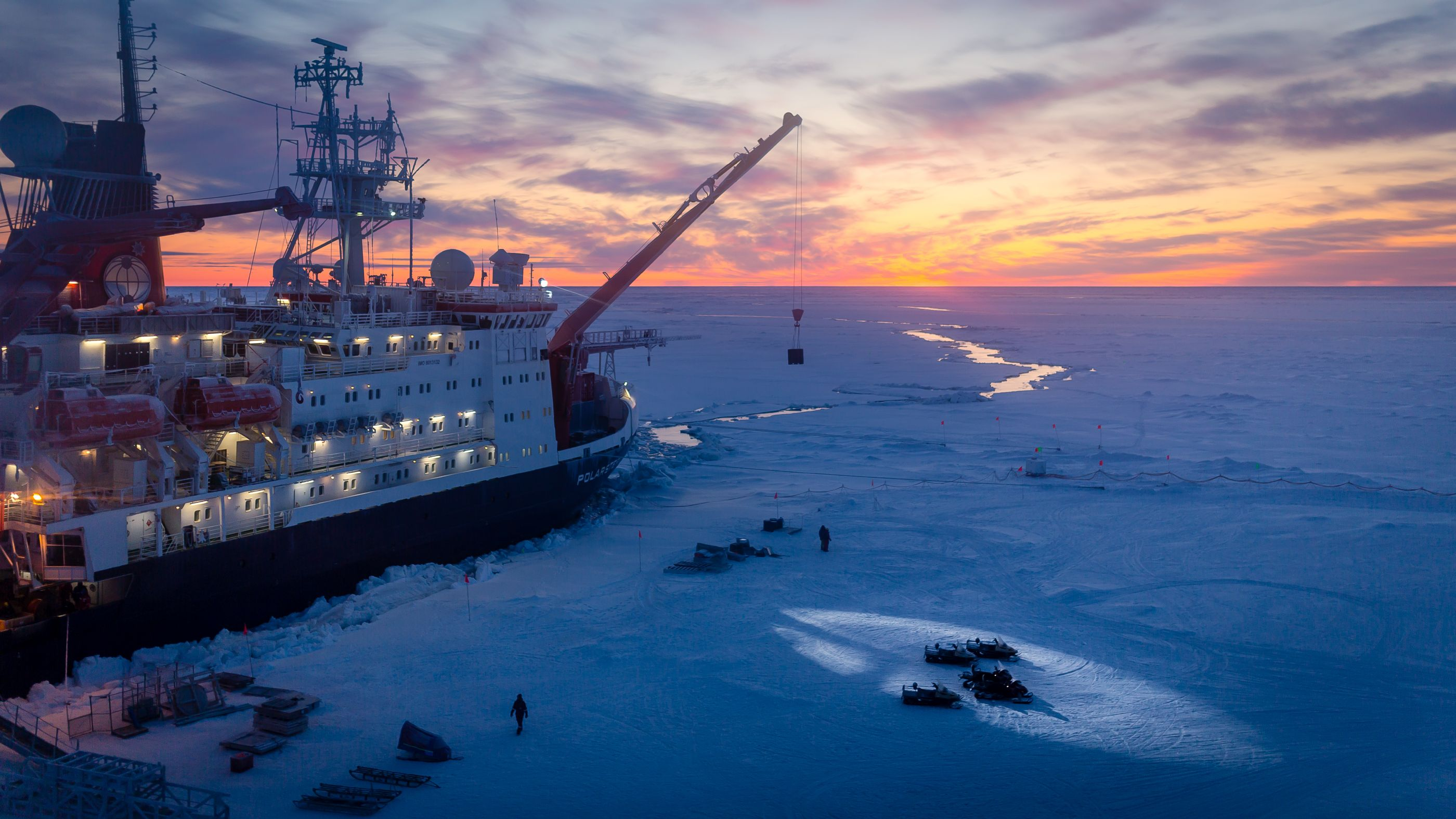
Rompehielos "Polarstern" instalando la MOSAiC Expedition en otoño de 2019.

El deshielo de los casquetes del hielo ártico es probable que derive en el aumento del tráfico a través del océano Ártico.  Un estudio prematuro de James Hansen y colegas sugirió en 1981 que el calentamiento de 5 a 10 °C, el cual  ellos esperaban fuera el rango de cambio de temperatura Ártica que corresponde a concentraciones de {\displaystyle {\ce {CO2}}} duplicadas, podría abrir el Paso del Noroeste. Un estudio de 2016 concluye que el calentamiento del Ártico y la disminución del hielo marino llevará a "cambios notables en flujos de comercio entre Asia y Europa, la desviación del comercio dentro de Europa, tráfico de navíos pesados en el Ártico y una caída sustancial en el tráfico en el Suez. Proyectó cambios en el comercio implicando también una presión sustancial en un ya amenazado ecosistema del Ártico." En agosto de 2017, el primer barco atravesó la Ruta del Mar del Norte sin el uso de rompehielos. También en 2017, el rompehielos finlandés MSV Nordica, marcó un récord del cruce más temprano del Paso del Noroeste. Según el New York Times, esto presagia más embarcaciones a través del Ártico, a medida que el hielo marino se derrite y hace más fácil embarcar . Un informe de 2016 de la Escuela de Negocios de Copenhague encontró que embarcaciones trans-ártico de gran escala llegarán a ser económicamente viables en 2040. El Polarstern cruzó en el Polo Norte geográfico el 19 de agosto de 2020, atravesando el estrecho de Fram en el lado noreste de Groenlandia en una región que solía albergar un espeso hielo hace varios años.

### Modelos climáticos globales simuladores de deshielo estacional
Los científicos observan y analizan desde hace décadas mediante una serie de modelos climáticos globales, en modo simuladores, cómo reaccionará el sistema climático ante todo el dióxido de carbono que ingresa a la atmósfera.  
Un estudio de científicos pertenecientes a la UCLA (Universidad de California en Los Ángeles), publicado en Nature Climate Change, que centra sus predicciones a un período de 25 años, indica que el cambio climático hará posible que el océano Ártico, en un momento del año se quede libre de hielo, precisando que sería en los meses de septiembre. Se estima que dicho fenómeno comenzaría entre los años 2044 y 2067. Entre los distintos modelos climáticos utilizados existen diferencias en cuándo será el fenómenos del Océano Ártico libre de hielo, algunos señalan septiembre desde 2026, otros lo ubican para el 2132. El autor principal de la investigación de la UCLA, Chad Thackeray, entiende que esta diversidad en las estimaciones sobre la pérdida de hielo marino se debe a que consideran de diferente modo el proceso de retroalimentación de albedo de hielo marino, por ello, junto a su coautor Alex Hall, consideraron necesario determinar qué modelos son más realistas en cómo consideran los efectos de la retroalimentación del albedo del hielo marino, para lograr de esa manera información más realista para su investigación. Evaluaron la representación de 23 modelos de deshielo estacional entre 1980 y 2015 y los compararon con observaciones satelitales, para luego conservar seis de ellos, para reducir el rango de predicciones para los septiembre libres de hielo en el ártico.

### Mapas
- NSIDC | Noticias del Hielo Marino Ártico
- Criosfera Hoy Archivado el 23 de febrero de 2011 en Wayback Machine.
- Diario AMSR2 Mapas del Hielo Marino Archivado el 20 de septiembre de 2016 en Wayback Machine.

### Vídeo
- Hielo marino Ártico anual mínimo 1979–2016 con gráfico de área
- El derretimiento Ártico & el Clima Extremo @– Jennifer Francis (2017)

- Datos: Q16243069